# Bisdom Erfurt
Het bisdom Erfurt (Duits: Bistum Erfurt; Latijn: Dioecesis Erfordiensis) ligt in het midden van Duitsland, in de kerkprovincie Paderborn.

## Geschiedenis
Het bisdom is het jongste van de Duitse bisdommen. Het bestaat sinds 27 juni 1994. Eerder werd op 23 juli 1973 de apostolische prefectuur Erfurt-Meiningen opgericht uit gebieden van de bisdommen  Fulda en Würzburg.

## Lijst van bisschoppen van Erfurt

### Apostolisch administrator
- 23-06-1973 - 17-01-1981: Hugo Aufderbeck
- 17-01-1981 - 27-06-1994: Joachim Wanke

### Bisschop
- 27-06-1994 - 01-10-2012: Joachim Wanke
- 19-09-2014 - Heden: Ulrich Neymeyr